# بیل فریزر (بازیکن فوتبال اهل انگلستان)
بیل فریزر (انگلیسی: Bill Fraser؛ زادهٔ ۱۹۰۳) بازیکن فوتبال اهل بریتانیا است.
از باشگاه‌هایی که در آن بازی کرده‌است می‌توان به باشگاه فوتبال هارتل پول یونایتد، باشگاه فوتبال ساوت‌همپتون، باشگاه فوتبال نورث‌همپتون تاون، و باشگاه فوتبال فولام اشاره کرد.